# Vidov ples
A Vidov ples a szlovén Kladivo, konj in voda nevű akusztikus folkegyüttes 1984-ben megjelent, egyetlen nagylemeze. Az album felvételei 1982 őszén készültek Ljubljanában. Először az RTB adta ki, katalógusszáma: 2121476. Később újból megjelent hanglemezen és CD-n is kiadták.

## Az album dalai

### A oldal
1. Razmišljanje (2:38)
2. Spoznanje (2:18)
3. Cirkus (2:45)
4. Večerna poskočnica (2:16)
5. Zorenje (2:11)
6. Na cesti (3:41)
7. Pogled nazaj (3:06)

### B oldal
1. V svetlobi sveč (2:37)
2. Jagode (morda si bom kupil pomlad) (3:45)
3. Januar '82 (2:40)
4. Mesto spi (1:53)
5. Mlin (3:44)
6. Novoletna (Saši) (3:04)
7. Na poti domov (1:42)

## Közreműködők
- Akusztikus gitár, basszus, mandolin: Srečko Lavbič
- Borítóterv: Branko Dobravc-Laki
- Basszus: Nino DeGleria
- Klarinét: Mitja Bojerman
- Gitár, ütős hangszerek, basszus: Danijel Bedrač
- Ütős hangszerek, hangeffektusok: Vlasto Skale
- Producer: Andrej Pompe
- Felvétel: Dare Novak
- Szintetizátor [Arp Omni String, Korg Delta]: Gregor Strniša (2)
- Hegedű, fafúvos hangszerek, gitár: Avguštin Penič
- Ének: Damjana Golavšek
- Ének, gitár, konga, csörgődob: Sine M. Videčnik
- Írta: Penič (A4, A7), Golavšek (B3), Bedrač, Videčnik (B5), Lavbič (A2, A3, A5)